# چو یه جین
چو یه جین (کره‌ای: 추예진؛ زادهٔ ۱۱ اکتبر ۲۰۰۱) بازیگر اهل کره جنوبی است. وی از سال ۲۰۱۲ میلادی تاکنون مشغول فعالیت بوده است. از فیلم‌ها یا برنامه‌های تلویزیونی که وی در آن نقش داشته است می‌توان به یک عهد با خدا، وقتی هوا خوبه و افسانه نه دم اشاره کرد.